# 伊芦山六神台佛教造像
伊芦山六神台佛教造像，位于江苏省连云港市灌云县伊芦乡，是中华人民共和国江苏省文物保护单位之一。
1995年4月19日，授予江苏省文物保护单位，是一座石刻。